# Mistrzostwa Świata Juniorów w Narciarstwie Alpejskim 1987
6. Mistrzostwa świata juniorów w narciarstwie alpejskim odbyły się w dniach od 20 marca do 26 marca 1987 r. Rozegrano po 4 konkurencje dla kobiet i mężczyzn. Zjazd i kombinacja odbyły się w norweskim Hemsedal, a slalom i slalom gigant rozegrane zostały w szwedzkim Sälen. W klasyfikacji medalowej triumfowała reprezentacja Austrii, której zawodnicy zdobyli też najwięcej medali, siedem, w tym 3 złote, 3 srebrne i 1 brązowy.

## Wyniki
| Pozycja | Zawodnik          | Narodowość     | Czas    |
| ------- | ----------------- | -------------- | ------- |
|         | Urs Lehmann       | Szwajcaria     | 1:25,72 |
|         | Tommy Moe         | USA            | 1:25,80 |
|         | Wolfgang Erharter | Austria        | 1:25,86 |
| 4.      | Roger Pramotton   | Włochy         | 1:25,90 |
| 5.      | Adrián Bíreš      | Czechosłowacja | 1:25,91 |
| 6.      | Kristian Ghedina  | Włochy         | 1:25,92 |

| Pozycja | Zawodniczka        | Narodowość | Czas    |
| ------- | ------------------ | ---------- | ------- |
|         | Marika Daxer       | Austria    | 1:29,50 |
|         | Sabine Ginther     | Austria    | 1:29,81 |
|         | Deborah Compagnoni | Włochy     | 1:29,85 |
| 4.      | Olga Kuradczenko   | ZSRR       | 1:30,09 |
| 5.      | Carola Spatschil   | RFN        | 1:30,40 |
| 6.      | Roberta Serra      | Włochy     | 1:30,83 |

| Pozycja | Zawodnik             | Narodowość     | Czas    |
| ------- | -------------------- | -------------- | ------- |
|         | Thomas Wolf          | Szwajcaria     | 2:31,70 |
|         | Wolfgang Erharter    | Austria        | 2:32,30 |
|         | Adrián Bíreš         | Czechosłowacja | 2:32,38 |
| 4.      | Tommy Moe            | USA            | 2:32,42 |
| 5.      | Michael von Grünigen | Szwajcaria     | 2:32,46 |
| 6.      | Patrick Holzer       | Włochy         | 2:32,69 |

| Pozycja | Zawodniczka        | Narodowość | Czas    |
| ------- | ------------------ | ---------- | ------- |
|         | Deborah Compagnoni | Włochy     | 2:22,07 |
|         | Petra Kronberger   | Austria    | 2:22,80 |
|         | Olga Kuradczenko   | ZSRR       | 2:22,93 |
| 4.      | Sabine Ginther     | Austria    | 2:23,27 |
| 5.      | Elfi Eder          | Austria    | 2:23,45 |
| 6.      | Régine Cavagnoud   | Francja    | 2:23,73 |

| Pozycja | Zawodnik             | Narodowość     | Czas    |
| ------- | -------------------- | -------------- | ------- |
|         | Roger Pramotton      | Włochy         | 1:50,95 |
|         | Michael von Grünigen | Szwajcaria     | 1:51,16 |
|         | Adrián Bíreš         | Czechosłowacja | 1:51,46 |
| 4.      | Fabrizio Tescari     | Włochy         | 1:52,00 |
| 5.      | Wolfgang Erharter    | Austria        | 1:52,19 |
| 6.      | Tobias Barnerssoi    | RFN            | 1:52,75 |

| Pozycja | Zawodniczka          | Narodowość | Czas    |
| ------- | -------------------- | ---------- | ------- |
|         | Ingrid Stöckl        | Austria    | 1:39,41 |
|         | Heidi Voelker        | USA        | 1:39,74 |
|         | Kimberly Schmidinger | USA        | 1:39,84 |
| 4.      | Katjuša Pušnik       | Jugosławia | 1:39,93 |
| 5.      | Petra Kronberger     | Austria    | 1:39,99 |
| 5.      | Monique Pelletier    | USA        | 1:40,67 |

| Pozycja | Zawodnik          | Narodowość     | Punkty |
| ------- | ----------------- | -------------- | ------ |
|         | Wolfgang Erharter | Austria        |        |
|         | Adrián Bíreš      | Czechosłowacja |        |
|         | Roger Pramotton   | Włochy         |        |

| Pozycja | Zawodniczka      | Narodowość | Punkty |
| ------- | ---------------- | ---------- | ------ |
|         | Sabine Ginther   | Austria    |        |
|         | Olga Kuradczenko | ZSRR       |        |
|         | Carola Spatschil | RFN        |        |

## Klasyfikacja medalowa
| Miejsce | Państwo           |   |   |   | złoto · srebro · brąz |
| ------- | ----------------- | - | - | - | --------------------- |
| 1.      | Austria           | 4 | 3 | 1 | 8                     |
| 2.      | Szwajcaria        | 2 | 1 | 0 | 3                     |
| 3.      | Włochy            | 2 | 0 | 2 | 4                     |
| 4.      | Stany Zjednoczone | 0 | 2 | 1 | 3                     |
| 5.      | Czechosłowacja    | 0 | 1 | 2 | 3                     |
| 6.      | ZSRR              | 0 | 1 | 1 | 2                     |
| 7.      | RFN               | 0 | 0 | 1 | 1                     |